# 8315 Bajin
8315 Bajin eller 1997 WA22 är en asteroid i huvudbältet som upptäcktes den 25 november 1997 av Beijing Schmidt CCD Asteroid Program vid Xinglong-observatoriet. Den är uppkallad efter den kinesiske författaren Ba Jin.
Asteroiden har en diameter på ungefär 6 kilometer.